# 작은너그니재
작은너그니재는 강원도 정선군 임계면에 위치한 고개이다. 임계면과 여량면을 잇는 국도 제42호선에 위치한 두 개의 고개 중 작은 고개를 말하며, 높이는 해발 645m이다. 국도 제42호선이 이 곳을 지난다.
너그니재라는 이름은 산자락이 넓거나 늘어진 고개 안쪽을 뜻하는 '넉안'에서 유래되었는데, 넉안이 너간, 너근 등을 거쳐 지금과 같은 너그니로 변한 것이다.